# Lycaeides proxargyrognomon
Lycaeides proxargyrognomon är en fjärilsart som beskrevs av Beuret 1934. Lycaeides proxargyrognomon ingår i släktet Lycaeides och familjen juvelvingar. Inga underarter finns listade i Catalogue of Life.